# Новосёлов, Николай Дмитриевич
Новосёлов Николай Дмитриевич (8 декабря 1921, Нолинск — 25 июня 1969, Ленинград) — писатель-фронтовик, поэт, прозаик, переводчик.

## Биография
Родился в русской глубинке в Нолинске. По другим данным родился в Ленинграде. В 1939 году окончил школу, и до 1941 году работал на Кировском заводе. Стал сотрудником заводской газеты «Кировец».
В начале Великой Отечественной войны ушел на фронт добровольцем. Боец 1-й Кировской дивизии народного ополчения, затем стал военным журналистом газеты «Сталинский артиллерист» 24 адп РГК 4 УкрФ. Получил звание старшего лейтенанта административной службы. Вступил в ряды КПСС В 1944 году.
После войны в период с 1946 года по 1947 год работал литсотрудником Хабаровской газеты «Тихоокеанская звезда», после работал в свердловской газете «Уральский рабочий».
В качестве переводчика занимался переводом стихотворений башкирских, латвийских, каракалпакских поэтов. Руководил ЛИТО «Нарвская застава», собрания которые проходили в библиотеке им. М. Горького.

## Творчество
- Здравствуй, весна!: Стихи. Л.: Лен. газ.-журн. и кн. изд-во, 1952;
- Домик в Выборге: Рассказ о В. И. Ленине / Худ. Н. Лямин. Л.: Детгиз, 1962 (1964, 1970, 1988);
- Продолжение песни: Стихи поэтов Кировского з-да / Ред.-сост. и автор предислов. Н. Д. Новоселов. Л.: Лениздат, 1963;
- Тетрадь из полевой сумки: Стихи / Илл. В. С. Орлов. Л.: Лениздат, 1968;
- Взвод писателей: Воспоминания // Лит. наследство. Т. 78. Сов. писатели на фронтах Великой Отеч. войны. М., 1966.

## Награды
- Орден Отечественной войны II степени
- Медаль «За оборону Ленинграда»